# Jesús Vizcarra Calderón
Jesús Vizcarra Calderón (Culiacán, Sinaloa, 17 de marzo de 1960) es un empresario y político mexicano. Se ha desempeñado como Presidente municipal de Culiacán de 2008 a 2010, Secretario de Desarrollo Económico durante la administración de Jesús Aguilar Padilla y diputado federal de 2003 a 2004 por el Partido Revolucionario Institucional.

## Biografía
Jesús Vizcarra estudió en la Universidad Autónoma de Sinaloa la licenciatura en Medicina Veterinaria. Entre los 20 y los 42 años emprendió varios negocios.
En 2003, emprendió junto a su familia la empresa Salud Digna, una organización sin fines de lucro que ofrece servicios para la detección y prevención temprana de enfermedades a precios accesibles, esta organización cuenta con 132 centros de salud en todos los estados de la república y dos fuera de la república, ubicados en Los Ángeles, California y Managua, Nicaragua, siendo la primera clínica mexicana en ofrecer estos servicios a la comunidad latina, a día de hoy esta institución ha beneficiado a más de 3 millones de personas.

## Actividad empresarial
Desde pequeño, Jesús se integró a Corrales Vizcarra (el negocio familiar) como auxiliar de marketing. En 1980 él fue el responsable de la gerencia general. Desde 1985 fue promovido a presidente de esta y durante su gestión Corrales Vizcarra se transformó en SuKarne. En octubre de 2011 la Latin Business Association lo catalogó como uno de los empresarios más activos en los Estados Unidos. Ha sido galardonado en múltiples ocasiones con distintos premios como el Premio Nacional Agroalimentario 2014, el Premio Nacional de Exportación 2014.
SuKarne es una de las empresas en su tipo con mayor presencia en el mundo.[cita requerida]

## Carrera política
Comenzó su carrera política en 1988 cuando se afilió al Partido Revolucionario Institucional donde sirvió como consejero nacional, estatal y subdelegado. En las elecciones federales del 2003 fue postulado y electo diputado federal por el Distrito 5 de Sinaloa para la LIX Legislatura. Como legislador, presidió la Comisión de Recursos Hidráulicos e integró de las de Energía y Hacienda.
En 2004, apoyó en la campaña electoral de Jesús Aguilar Padilla, quien al asumir la gubernatura lo designó Secretario de Desarrollo Económico, cargo al que renunció en mayo del 2007 para contender por la presidencia municipal de Culiacán en las elecciones de 2007. Rindió protesta para el periodo 2008-2010 tras derrotar a su principal contrincante.
A inicios del año 2010, renunció a la presidencia municipal y fue postulado candidato a Gobernador por la coalición Para Ayudar a la Gente (conformada por el Partido Revolucionario Institucional, Partido Verde Ecologista de México y Nueva Alianza) en las elecciones de 2010, fue derrotado al obtener el 46.36% de los sufragios frente al 51.84% que recibió el candidato opositor Mario López Valdez.